# Sega SC 3000
Sega SC 3000 (SC 3000 / SC 3000H) је био кућни рачунар фирме Сега (Sega) који је почео да се производи у Јапану од 1983. године.
Користио је NEC D780C-1 (Z80A clone) као микропроцесор. РАМ меморија рачунара је имала различит капацитет, зависно од Бејсик кертриџа.

## Детаљни подаци
Детаљнији подаци о рачунару SC 3000 су дати у табели испод.
|                       |                                                                         |
| 3000                  |                                                                         |
| Произвођач            | Сега                                                                    |
| Тип                   | кућни рачунар                                                           |
| Меморија              | зависно од Бејсик кертриџа                                              |
| Поријекло             | Јапан                                                                   |
| Година                | 1983                                                                    |
| Тастатура             | тастатура (SC-3000h) или гумени тастери (SC-3000)                       |
| Процесор              | клон                                                                    |
| Фреквенција процесора | 3,58                                                                    |
| RAM                   | зависно од Бејсик кертриџа                                              |
| ROM                   | 32                                                                      |
| Текст                 | 40 x 25                                                                 |
| Графика               | 256 x 192, 256 x 220                                                    |
| Боја                  | 16 боја у палети са 16 интензитета сцака (64 боје од 256 боја у палети) |
| Звук                  | Texas Instruments SN-76596 PCM аудио процесор (6 канални звук)          |
| Димензије             | непознато                                                               |
| Портови               |                                                                         |
| Оперативни систем     | [[]]                                                                    |